# Dayan Akhtar
Dayan Akhtar (25 de diciembre de 2003) es un deportista británico que compite en escalada. Ganó una medalla de bronce en el Campeonato Europeo de Escalada de 2024, en la prueba de bloques.

## Palmarés internacional
| Campeonato Europeo | Campeonato Europeo | Campeonato Europeo | Campeonato Europeo |
| Año                | Lugar              | Medalla            | Prueba             |
| ------------------ | ------------------ | ------------------ | ------------------ |
| 2024               | Villars (Suiza)    | Medalla de bronce  | Bloques            |